# As Aventuras de Tintim (série de televisão)
As Aventuras de Tintim é uma série animada de televisão co-produzida e animada pelo estúdio de animação francês Ellipse Program e pelo estúdio canadense Nelvana Limited. A animação é baseada na série de banda desenhada franco-belga de mesmo nome criada pelo cartunista belga Hergé. 39 episódios de meia hora foram produzidos ao longo de três temporadas, originalmente exibidos na França, Canadá e Estados Unidos entre 1991 e 1992. Foi a mais conhecida adaptação dos álbuns até o lançamento do filme As Aventuras de Tintim em 2011.

## História
A série de televisão foi dirigida por Stéphane Bernasconi e produzida pela Ellipse Animation (França) e pela Nelvana (Canadá) em nome da Hergé Foundation. Foi a primeira adaptação dos álbuns de Hergé em mais de vinte anos. Philippe Goddin, especialista em Hergé e Tintim, serviu como consultor para os produtores. Os roteiristas da série incluíam Toby Mullally, Eric Rondeaux, Martin Brossolet, Amelie Aubert, Dennise Fordham e Alex Boon. Foi a segunda adaptação televisiva dos álbuns de Hergé, a primeira foi Les aventures de Tintin, d'après Hergé, produzido pela empresa de animação belga Belvision.

## Produção
Técnicas de animação tradicionais foram usadas na série. Os álbuns originais foram rigorosamente seguidos durante todos os estágios da produção, com alguns quadros dos álbuns sendo transpostos diretamente para a tela. Nos episódios Rumo à Lua e Explorando a Lua, animação 3D foi usada para o foguete lunar, algo incomum em 1989. O foguete foi animado em 3D, cada quadro da animação foi então impresso e recopiado em celuloide, pintado a mão em guache e colocado em um fundo pintado. O foguete usado na sequência de abertura foi animado usando técnicas 3D.
Artisticamente, a série manteve um visual constante, diferentes dos álbuns (desenhados ao longo de 47 anos, o estilo de Hergé desenvolveu a partir de seus primeiros trabalhos como O Lótus Azul até posteriores como Tintim e os Timpanos). Entretanto, os últimos episódios da série, como a história da Lua e Tintim na América, claramente demonstranto o desenvolvimento dos artistas pelo curso da série. A série foi produzida em inglês, com todos os visuais (placas, pôsters e outras formas escritas) ficando em francês.

## Mudanças em relação aos álbuns
Certas áreas das histórias representaram desafios significativos para os produtores que tiveram que adaptar características dos álbuns a um público mais jovem e moderno. No entanto, esta série foi uma releitura dos álbuns muito mais fiel do que a adaptação televisiva anterior. Os frequentes casos de violência, morte e uso de armas de fogo foram atenuados ou completamente removidos. O uso do texto como parte principal da trama, como o uso de artigos de jornal ou escrita na parede, foi amplamente cortado para que essas cenas não precisassem ser reanimadas para todos os idiomas em que Tintin foi ao ar. O rádio e a televisão são usados com mais frequência nas séries de TV para compensar a omissão.
A predileção do capitão Haddock pelo uísque representava um problema para a sensibilidade do público. Embora os álbuns originais não promovessem o álcool, eles o apresentavam fortemente, com muito humor baseado na bebida. No entanto, em muitos países onde os produtores esperavam vender a série, o alcoolismo era uma questão delicada. Portanto, as versões internacionais da série tiveram algumas alterações. "O Caranguejo das Tenazes de Ouro" é o único episódio em que o consumo de álcool de Haddock não é significativamente subestimado, embora ainda tenha desempenhado um papel fundamental em vários outros episódios. Em "Tintim no Tibet", Haddock é visto tomando um gole de uma garrafa de uísque para montar uma cena em que Milu, o cachorro de Tintim, é tentado a engolir um pouco de uísque derramado e depois cai de um penhasco. Em "Tintim e os Pícaros", Haddock é a única pessoa que toma vinho no jantar, prenunciando o uso dos comprimidos do Professor Cálculo para "curar" os Pícaros bêbados. Haddock também é visto bebendo em "O Caso Girassol" e "Explorando a Lua", montando a cena em que ele deixa o foguete bêbado. Ele não esconde a garrafa em um livro de astronomia, como faz no álbum, mas a guarda na geladeira, tornando menos óbvio para os jovens espectadores que se trata de álcool.
Ao longo dos álbuns, Milou é frequentemente visto "conversando". Entende-se que sua voz só é ouvida através da quarta parede, mas esse comentário verbal está completamente ausente na série televisiva.

## Elenco
| Personagem           | Dublador                       |
| -------------------- | ------------------------------ |
| Tintim               | Oberdan Júnior                 |
| Capitão Haddock      | Isaac Bardavid                 |
| Professor Girassol   | Orlando Drummond               |
| Dupond               | Márcio Simões Luiz Feier Motta |
| Dupont               | Darcy Pedrosa                  |
| Bianca Castafiore    | Geisa Vidal                    |
| Roberto Rastapopulos | Paulo Flores                   |
| Alan Thompson        | Leonardo José                  |

Estúdio: Herbert Richers
Direção: Herbert Richers Júnior
Tradução: ?
Locução: Márcio Seixas
Mídia: Televisão/TV Paga/DVD/NOW

## No Brasil
No Brasil, a série estreou em 1992 pela TV por assinatura, sendo exibido em um dos pacotes exclusivos da TVA, que ainda estava em seus primórdios. Na TV aberta, a série teve uma prévia especial exibida na TV Cultura na noite de ano novo em 31 de dezembro de 1993, depois estreou de forma oficial em 31 de janeiro de 1994, no horário nobre da emissora. Posteriormente, estreou no Cartoon Network em agosto de 1995 e sendo exibido até 2001 (quando foi visto pela última vez nas madrugadas de sábado para domingo do canal), porém os longa-metrangens do personagem continuaram sendo apresentados no canal até 2004, nas sessões Teatro Cartoon e Primeira Fila. Também já foi apresentado na HBO Family durante os anos 2000. Entre 2003 e 2004, voltou a ser exibido pela TV Cultura, tendo horários tanto matutinos quanto vespertinos, além de ser apresentado no início do horário nobre. Em 20 de janeiro de 2012, estreou no Canal Futura, no mesmo tempo em que também estava sendo novamente reprisado na Cultura. Em junho de 2024, voltou a ser exibido pela TV Cultura, como parte das comemorações dos 55 anos da emissora, junto de outras atrações clássicas, como O Mundo de Beakman, Castelo Rá-Tim-Bum, Confissões de Adolescente e Mundo da Lua. Dessa vez com uma nova dublagem.

## Em Portugal
Em Portugal, foi emitido no Canal Panda no início dos anos 2000 e foi retirado da programação algum tempo depois. Em 2007, a RTP2 passou a série na rubrica "Zig Zag" durante a semana e no "Kaboom" aos sábados à tarde e a RTP1 reexibiu-a no "Brinca Comigo" aos fins de semana de manhã. Em 2014, foi emitida na SIC K e repetiu algumas vezes. Portugal também tem um merchandising de álbuns de banda desenhada e DVDs do Tintin.

## Episódios

### Primeira Temporada
1. O Caranguejo das Tenazes de Ouro (primeira parte)
2. O Caranguejo das Tenazes de Ouro (segunda parte)
3. O Segredo do Licorne (primeira parte)
4. O Segredo do Licorne (segunda parte)
5. O Tesouro de Rackham o Terrível
6. Os Charutos do Faraó (primeira parte)
7. Os Charutos do Faraó (segunda parte)
8. O Lótus Azul (primeira parte)
9. O Lótus Azul (segunda parte)
10. A Ilha Negra (primeira parte)
11. A Ilha Negra (segunda parte)
12. O Caso Girassol (primeira parte)
13. O Caso Girassol (segunda parte)

### Segunda Temporada
1. A Estrela Misteriosa
2. O Ídolo Roubado (primeira parte)
3. O Ídolo Roubado (segunda parte)
4. O Cetro de Ottokar (primeira parte)
5. O Cetro de Ottokar (segunda parte)
6. Tintim no Tibete (primeira parte)
7. Tintim no Tibete (segunda parte)
8. Tintim e os Pícaros (pt-BR Tintim e os Tímpanos) (primeira parte)
9. Tintim e os Pícaros (pt-BR Tintim e os Tímpanos) (segunda parte)
10. Tintim no País do Ouro Negro (primeira parte)
11. Tintim no País do Ouro Negro (segunda parte)
12. Voo 714 para Sydney (primeira parte)
13. Voo 714 para Sydney (segunda parte)

### Terceira Temporada
1. Perdidos no Mar (primeira parte)
2. Perdidos no Mar (segunda parte)
3. As Sete Bolas de Cristal (primeira parte)
4. As Sete Bolas de Cristal (segunda parte)
5. O Templo do Sol (primeira parte)
6. O Templo do Sol (segunda parte)
7. As Jóias de Castafiore (primeira parte)
8. As Joias de Castafiore  (segunda parte)
9. Rumo à Lua (primeira parte)
10. Rumo à Lua (segunda parte)
11. Explorando a Lua (primeira parte)
12. Explorando a Lua (segunda parte)
13. Tintim na América (último episódio)

## Álbuns não adaptados
- Tintim no País dos Sovietes (Tintin au pays des soviets), devido ao retrato nada lisonjeiro que faz dos russos;
- Tintim no Congo (Tintin au Congo), devido a questões relacionadas ao abuso de animais e sua atitude colonial racista em relação aos congoleses nativos;
- Tintim e a Alfa-Arte (Tintin et l´alph-art), devido a estar incompleto após a morte de Hergé.

## Aparência de Hergé
Frequentemente em cada episódio é possível ver a aparição de um homem loiro e narigudo como figurante em algumas cenas. Esse homem não é nada mais que o próprio criador da série Hergé em uma forma caricaturizada aparecendo nas cenas. Um exemplo dessas aparições é na segunda parte do episódio O Caranguejo das Tenazes de Ouro em que ele nos minutos finais como um repórter falando "Como é ser um herói, sr. Tintin?". Nesse mesmo episódio, nas caixas de correio do prédio onde Tintin mora aparece ao lado do correiro dele uma caixa escrita "Hergé".